# Брольи, Виктор Франсуа де
Викто́р-Франсуа́, 2-й герцог де Брольи́ (фр. Victor-François, duc de Broglie; 19 октября 1718, Париж — 30 марта 1804, Мюнстер) — маршал Франции (1759 год), российский генерал-фельдмаршал (1797 год).

## Биография
Виктор Франсуа де Брольи родился в семье маршала Франсуа-Мари де Брольи.
Начал своё военное поприще в 1734 году в битвах при Парме и Гвасталле.
В 1741 году отличился при внезапном нападении на Прагу.
Потом сражался во Фландрии и в 1748 году был назначен генерал-интендантом.
Женился на последней из Кроза.
В Семилетнюю войну сражался в 1757 году под начальством Луи д’Эстре при Гастенбеке и под начальством принца Субиза при Росбахе, а 13 апреля 1759 года, в качестве главнокомандующего, при Бергене. В награду за одержанную здесь победу он был возведён императором в достоинство князя Священной Римской империи. 9 июля 1759 года взял приступом Мюнден. В октябре того же 1759 года стал маршалом Франции.

Герб герцогов де Брольи

В 1761 году разбил войска герцога Брауншвейгского при Грюнберге, но вместе с принцем Субизом потерпел поражение в сражении при Фелинггаузене, ответственность за которое они стали сваливать друг на друга. Несогласия, происходившие между ним и Субизом, которому покровительствовала Помпадур, стали причиной его отозвания и удаления от двора.
В 1789 году Людовик XVI назначил его военным министром. Он начальствовал войсками, которые должны были обуздывать Париж. Когда же их отказ в повиновении разрушил все его планы, то он эмигрировал за границу.
В кампанию 1792 года Брольи командовал отрядом эмигрантов и в 1794 году сформировал отряд, с которым поступил в английскую службу. Когда отряд был распущен, он в 1796 году поступил на службу России. 26 октября 1797 года переименован Императором Павлом I в Генерал-Фельдмаршалы Российской армии. В 1799 году по прошению уволен от службы. Совершенно оставил общественную деятельность и умер в Мюнстере.